# سیارک ۱۳۳۲۹
سیارک ۱۳۳۲۹ (به انگلیسی: 13329 Davidhardy، نامگذاری:1998SB32) سیزده هزار و سیصد و بیست و نهمین سیارک کشف شده‌است که در ۲۰ سپتامبر ۱۹۹۸ کشف شد.
قدر مطلق سیارک برابر ۳۰.۹ است.